# Elaphristis leucochorda
Elaphristis leucochorda är en fjärilsart som beskrevs av Turner. Elaphristis leucochorda ingår i släktet Elaphristis och familjen nattflyn. Inga underarter finns listade i Catalogue of Life.